# Saint-Étienne-des-Grès
Saint-Étienne-des-Grès är en socken (municipalité de paroisse) och tätort (centre de population) i provinsen Québec i Kanada. Den ligger i regionen Mauricie, i den sydöstra delen av landet, 250 km öster om huvudstaden Ottawa. Antalet invånare vid folkräkningen 2021 var 4 539 i kommunen och 1 455 i tätorten. Landarean är 105 kvadratkilometer.